# Volha Mazuronaková
Volha Mazuronaková (* 14. dubna 1989 Karaganda) je běloruská atletka, běžkyně, která se věnuje dlouhým tratím.

## Kariéra
Jejím životním úspěchem bylo vítězství v maratonském závodě na mistrovství Evropy v roce 2018.

## Osobní rekordy
- 5 000 m – 15:35.21 min. (2015)
- 10 000 m – 32:31.15 min. (2014)
- Půlmaraton – 72:02 min. (2015)
- Maraton – 2:23:54 hod. (2016)